# オレゴン (戦艦)
オレゴン(USS Oregon, BB-3/IX-22)は、アメリカ海軍の戦艦。インディアナ級戦艦の3番艦。艦名はオレゴン州にちなむ。サンチャゴ・デ・キューバ海戦の勝利を記念して博物艦となっていたが、太平洋戦争勃発後にスクラップ回収のため解体された。

## 艦歴
オレゴンは1891年11月19日にカリフォルニア州サンフランシスコのユニオン鉄工所で起工し、1893年10月26日にデイジー・エインズワースによって命名、進水、1896年7月15日に初代艦長H・L・ホーウィソン大佐の指揮下就役した。
就役後オレゴンは、太平洋ステーションでの短期任務のための艤装が行われた。

### 米西戦争
オレゴンは1898年2月16日に乾ドックを出渠した。その前日、ハバナ湾でメイン (USS Maine, ACR-1) の爆沈事件が発生し、スペインとの緊張が高まるとともに、3月9日にオレゴンはサンフランシスコに到着し弾薬を積み込んだ。3日後オレゴンは最も歴史的な巡航の内の一つとなる命令を受け取った。
オレゴンは3月19日にサンフランシスコを出航しペルーのカヤオに向かった。4月4日にカヤオに到着、南アメリカの周辺から東海岸への巡航で、スペイン軍との切迫した状況における最初の給炭作業が行われ、数日後に出航した。艦長のチャールズ・E・クラーク大佐はチリのバルパライソには停泊せず、マゼラン海峡を通過することを決定した。4月16日にオレゴンは海峡に入るが、強風により岩の多い海岸線は見通しが悪くなり、一時的に危険な状態となる。ちょうど日没後に小島と暗礁の間に投錨して停泊、安全な夜を過ごす。17日の夜明け前に風は弱まり、オレゴンはフォワード岬からプンタ・アレーナスに向かい、砲艦マリエッタ (USS Marietta, PG-15) と合流、東海岸へ向かった。
両艦は石炭を補給し、4月21日にリオデジャネイロに向かった。同海域にはスペインの魚雷艇がいると噂されていたため、両艦の砲手は戦闘態勢を維持していた。波と向かい風のため巡航は遅れ、4月30日までリオデジャネイロには到着しなかった。リオデジャネイロでオレゴンはスペインとの戦争状態に関する議会の宣言に関する報せを受け取る。5月4日にオレゴンは出航し、ブラジルのバイアに停泊後、5月18日にバルバドスに燃料補給のため到着した。24日にフロリダ州ジュピターに停泊し、戦闘態勢が完了したことを報告した。オレゴンは66日前にサンフランシスコを出航し14,000マイル以上を航海した。

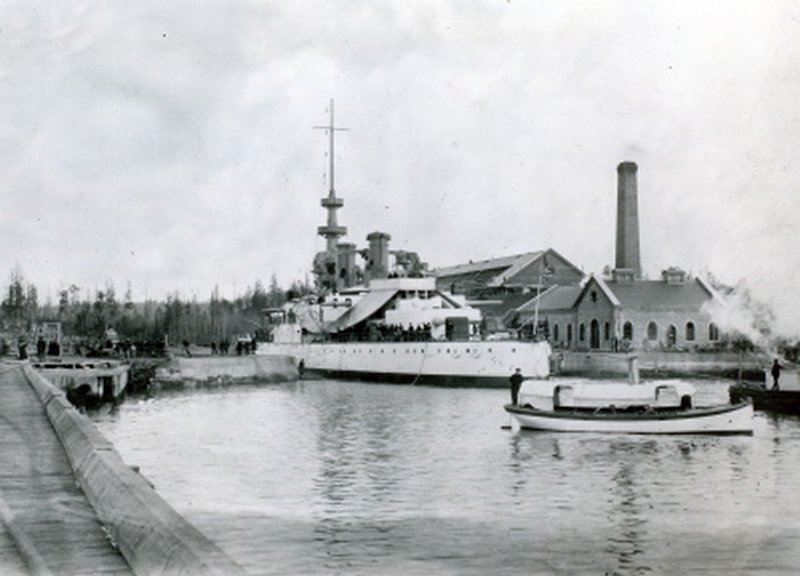
ワシントン州ブレマートンで入渠するオレゴン、1896年

記録的な航海は人々に称賛され、これを讃える歌も作られた。「オレゴンのレース The Race of the Oregon」はジョン・ジェームズ・ミーハンによって作られた。
Lights out! And a prow turned toward the South,

And a canvas hiding each cannon's mouth

And a ship like a silent ghost released

Is seeking her sister ships in the East.

When your boys shall ask what the guns are for,

Then tell them the tale of the Spanish war,

And the breathless millions that looked upon

The matchless race of the Oregon.
一方、航海では巨大な戦艦が様々な状態で多くの能力を発揮することを実証した。他方では、この巡航がパナマ運河建造の反対意見を全て押し流すこととなった。オレゴンの記録的な巡航の行程では、パナマ運河の利用が可能であれば74日間の遅れが約3週間にまでカットされていた。このことはパナマで失敗したフランスの事業をアメリカ合衆国が買い取り、運河を完成させるのを説得するのに大きく役立つこととなった。
5月26日にオレゴンはキーウェストの海軍基地へ向かい、2日後にサンプソン提督の艦隊に合流、7月1日にサンティアーゴ・デ・クーバに到着し、艦砲射撃と3日のセルベラ提督の艦隊に対する攻撃を支援した。サンチャゴ・デ・キューバ海戦において、オレゴンはその奮戦で「マッキンレーのブルドッグ McKinley's Bulldog」の愛称で呼ばれ、その後ニューヨーク海軍工廠で修理を行い、1898年10月にアジア戦隊に戻る。

### 後の軍役

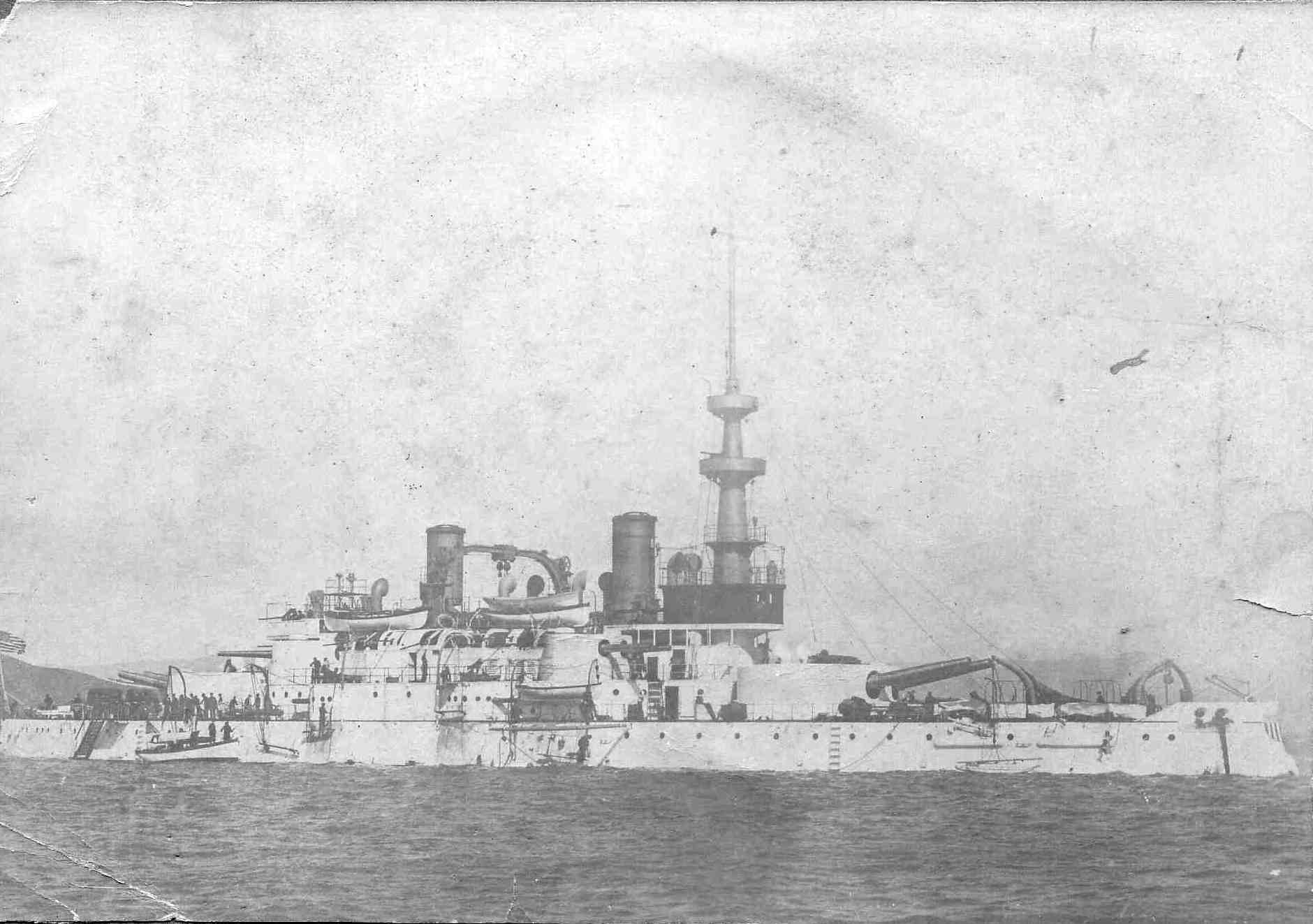
マニラ湾のオレゴン

その後5年間は予備役とされ、予備役の間に、ケージメインマストの設置など、かなり最小限の近代化改装が施された。また、低速発射の6インチ砲を撤去し、オレゴンの建造以来サイズと威力を増してきた魚雷艇に対する防御力を向上させるため、3インチ（76mm）速射砲12門が設置された。これらの砲は単装式で、船中部のデッキハウス上部に4基の開放砲台、各8インチ砲塔に1基、各13インチ砲塔に2基が設置された。
オレゴンはその小さなサイズと窮屈な甲板のため、この時期に後のアメリカの前弩級戦艦が受けた上部構造の徹底的な近代化ができなかった。
1911年8月29日、オレゴンは再就役したが、10月にカリフォルニア州サンディエゴに向けて出港するまで予備艦隊に配属されたままだった。その後2年間、西海岸を巡航したが、特筆すべき出来事はなかった。1913年4月9日にワシントン州ブレマートンで「通常任務」に就いた後、1914年9月16日に正式に予備艦隊に戻されたが、一部任務のままであった。1915年1月2日、サンフランシスコで開催されたサンフランシスコ万国博覧会に参加するため、再び全面的に就役した。1916年2月11日に再び予備艦隊に編入され、1917年4月7日まで予備艦隊に留まったが、まだ部分的な就役であった。この期間はサンフランシスコで過ごし、4月7日に再び就役。その前日、アメリカは第一次世界大戦に参戦していたのである。
戦時中の活動はなかったが、1918年にロシア内戦に介入したシベリア出兵では、陸上兵力を積んだ輸送船の護衛に使用された。

### ポートランドでの停泊
ロシアから帰還したオレゴンは1919年6月12日に再び退役した後、8月21日から10月4日まで短期間再就役した。この間、ワシントン州シアトルに到着した太平洋艦隊の閲兵式で、ウッドロウ・ウィルソン大統領をもてなした。1920年7月17日に海軍が採用した「BB-3」の船体番号を付与された。1921年から、海軍の愛好家たちがオレゴンを博物館船として保存し、同州のどこかを拠点にすることを求める運動を始めた。1922年に締結されたワシントン海軍軍縮条約により、オレゴンは非武装化されることになり、1923年に武装解除され、1924年1月4日に条約に適合していることが宣言された。海軍艦艇登録簿には「未分類」の遺物として登録された。1925年6月に海軍からオレゴン州に貸し出され、ポートランドに係留され、博物館船として修復された。
オレゴンは1941年2月17日に船体番号IX-22に再指定された。1941年12月7日（日本時間8日）、日本軍による真珠湾攻撃で太平洋戦争が勃発、アメリカ合衆国が第二次世界大戦に連合国として参戦する。1942年10月、合衆国海軍省はオレゴンをスクラップとして売却し、戦争に必要な資源を確保すべきと判断した。
そのため、同年11月2日に海軍艦艇登録から抹消され、12月7日に船舶解体業者へ売却された。1943年3月、解体のためワシントン州カラマに曳航されたが、作業開始後、海軍はオレゴンが1944年半ばに予定されていたグアム奪還の際に。保管用ハルクまたは防波堤として利用されると判断した。海軍は、上部構造を取り除き、内部の付属品や機器を取り外した後、防波堤への改造計画を停止し、オレゴンの船体を返還するよう要請した。その後、グアム攻略軍を支援するための弾薬を搭載し、艦隊の一部としてグアムに曳航された。

### 解体
同艦は1945年の終戦まで、そしてその後も数年間、グアムに係留された。この間、1948年11月14日から15日の夜、係留中のオレゴンはアグネス台風の風雨と波浪で係留を解かれ、漂流を開始した。広範囲な捜索の後、航空機がグアムの南東約500海里（930km）に漂流しているオレゴンを発見した。オレゴンはグアムに曳航され、1956年3月15日にマッセイ・サプライ・コーポレーションに売却され、同社は川崎の岩井産業株式会社に再売却した。その後、同地へ曳航され、解体された。
マストは1956年にトム・マッコール・ウォーターフロントパークに移設され、スクリューはオレゴン歴史協会に所蔵されている。煙突のファンネルも2本とも残っているが、一般には展示されていない。鎖の一部は横須賀基地にて保存されている。

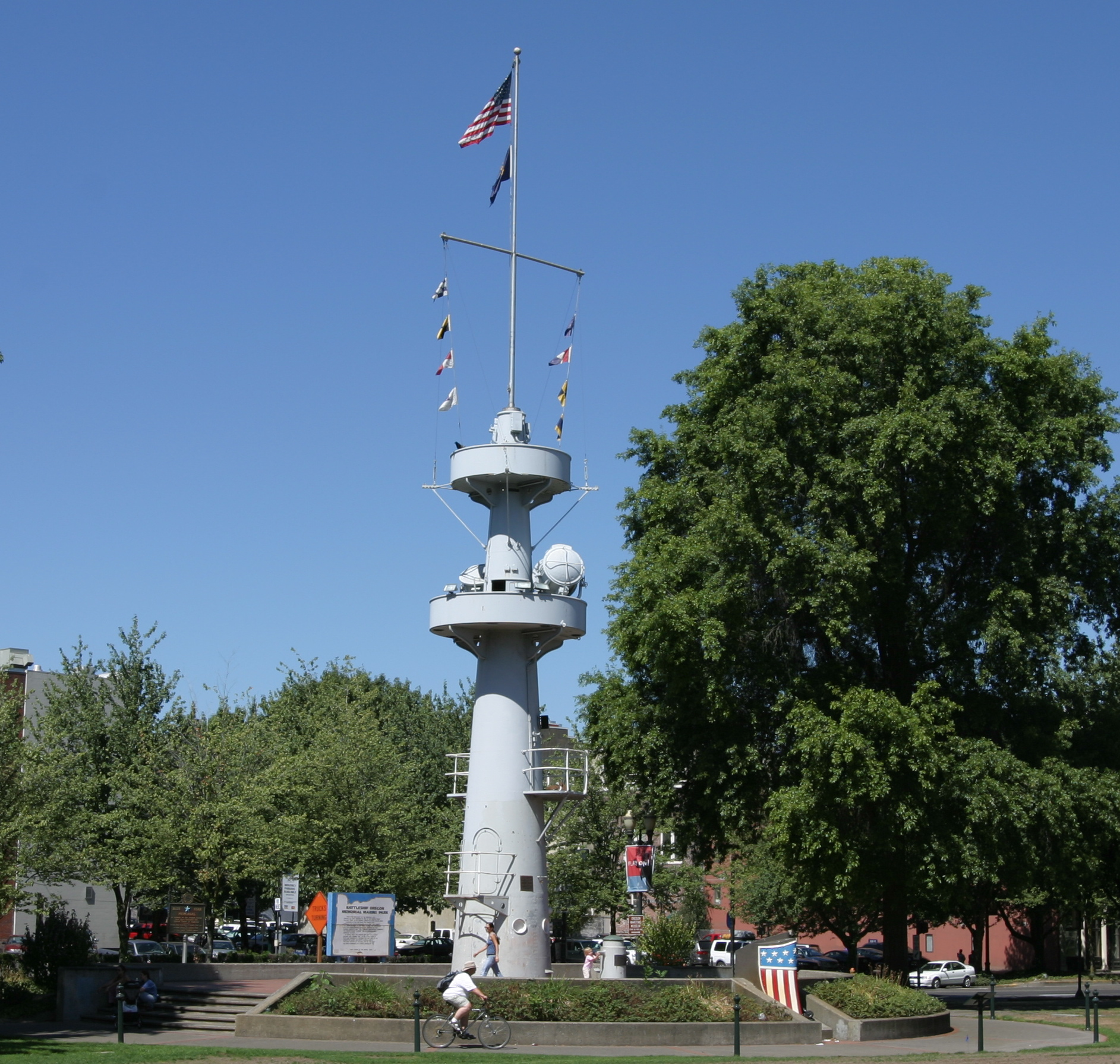
ポートランドに残るオレゴンのマスト